# Крайслер PT Cruiser
Крайслер PT Cruiser (на английски: Chrysler PT Cruiser) е концептуален автомобил представен от Даймлер през 2000 година. През 2001 г., колата печели титлата „Кола на годината“.